# 母胎世界巡迴演唱會
母胎世界巡迴演唱會是韓國男子音樂組合BIGBANG隊長G-Dragon繼2009年「Shine a Light」及2013年舉辦的「獨一無二」世界巡迴演唱會後第三次舉行的單獨演唱會以及第二次的世界巡演，值得關注的是，此次巡演城市從亞洲擴展至北美洲、大洋洲及歐洲，總計在29座城市共舉辦36場演出。演唱會將在2017年6月10日於可容納6萬多名觀眾，也是此前BIGBANG舉行十週年紀念演唱會「0.TO.10」首爾站表演場地的世界盃競技場演出並拉開世巡帷幕，此外，這也是繼PSY之後韓國歷史上第二位以個人身分在首爾世界盃競技場舉行公演的歌手。

## 背景
2017年1月，YG娛樂表示G-Dragon正在專心準備全新個人音樂作品，專輯將於2017年發行並同時還將舉行個人演唱會以支持該專輯。3月31日，據報導，他將於6月10日在韓國首爾上岩洞世界盃競技場舉辦演唱會，並在4月5日韓國時間下午3時通過官方網站公開首波概念海報。4月14日公開演唱會名稱「Act III, M.O.T.T.E」及第二波概念海報，海報獨特的字體和主打的「母胎」主題強烈刺激大眾好奇心，特別是此前G-Dragon曾通過Instagram發佈自己童年時期與父母的合照，推測也是與此次演唱會主題相關，而演唱會門票將在4月13日晚間8時（KST）通過訂票網站「Auction」進行第一輪預售，門票在開賣後僅8分鐘便完售，另外在4月20日晚間8時（KST）將進行演唱會第二輪的售票。

內容所提及的相關概念，海報發佈於5月3日。

2017年4月25日，YG娛樂公開第三波概念海報和公佈巡迴演唱會其他場次，宣布將依次造訪亞洲、北美洲、大洋洲、最後再收官於亞洲，巡演將從韓國首爾為起點後跨足世界18座城市，當中包括美國洛杉磯、芝加哥、紐約、多倫多及澳洲雪梨等，而亞洲地區包含澳門、新加坡及泰國曼谷，至於日本亦有福岡、大阪及東京三場巨蛋演出，隨後也將陸續公開追加城市名單，至於作為世界巡演海外首站的澳門場，則定於6月17日在威尼斯人渡假村金光綜藝館舉行，特別的是，本次世界巡演均為萬人規模，部分城市更將在體育場和巨蛋舉辦，除了刷新男歌手單人演唱會規模最大的演出紀錄之外，此次在日本三大巨蛋開唱，也讓G-Dragon二度成為首位在日本巨蛋展開巡演的海外Solo歌手，預計動員26萬名觀眾。
2017年5月3日，YG娛樂宣佈國際知名創意總監Willo Perron將加盟此次的巡迴演唱會為G-Dragon打造全新舞臺。Willo Perron活躍於設計、創意兼指導身份，不僅擔任過世界知名品牌的設計師，也曾與蕾哈娜、肯伊·威斯特、Drake等著名歌手進行合作，而除了舞台設計外，他也對於影像及室內設計多項領域擁有獨特的視角。與此同時，第四波概念海報與前導預告影像也於今日下午3時（KST）公開，本次公開的「Act III, M.O.T.T.E」概念海報以紅色為基色，並呈現G-Dragon面部佈滿各國語言「母胎」意義及左眼刻有「權志龍」繁體字、右眼刻有服飾品牌Peaceminusone「和平減一」Logo的特寫照，向全世界歌迷傳遞此次世界巡演的訊息，預告視頻則呈現書法藝術家使用巨型毛筆寫下「母胎」二字，隨後，G-Dragon在書法上灑下紅色液體的場面，彷彿是在觀看行為藝術，再次引人注目。另外所屬日本唱片公司YGEX表示，在6月10日舉行的首爾公演會在日本全國47都道府県共148所電影院同步轉播。
2017年6月17日，宣佈將追加亞洲演唱會場次，分別為香港、馬尼拉、雅加達、吉隆坡、臺灣，26日更宣佈將擴大至歐洲展開巡演，包括英國伯明罕及倫敦、荷蘭阿姆斯特丹、法國巴黎、德國柏林，這也是G-Dragon首次以個人身分在歐洲舉辦世界巡迴演唱會，由此，包括新追加的歐洲5座城市，G-Dragon將在亞洲的12座城市，北美的8座城市，大洋洲的4座城市，總計在29座城市共舉辦36場演出。

## 製作概念
「Act III, M.O.T.T.E」演唱會的看點除了場次均為大規模外，從主題概念上也引人注目，演唱會標語為「M.O.T.T.E」來自於英文「Moment of Truth The End（真理之終）」，取自每個單字的第一個英文字母縮寫而成，傳遞真實的瞬間，表達了真實的意義，同時，也將講述關於韓國藝人G-Dragon，三十而立的權志龍，展開人生第三幕所發生的故事，屆時將通過舞台呈現G-Dragon的真實一面，即成功所帶來的華麗人生以及隱藏在背後的孤獨和苦惱。

## 商業表現
在韓國，演唱會門票於4月13日開啟第一輪販售，所有門票在8分鐘內售光，而這場門票全數售罄的場次共聚集了4萬名歌迷，僅門票的部分票房已達到44億韓元。在澳門，門票同樣在開賣後幾分鐘內便完售，然而，由於巨大的門票需求，YG娛樂宣佈於6月18日加開澳門第二場的場次，兩場演出總計2萬2千張門票全數售罄。而在香港的場次則創下亞洲國際博覽館開館以來最高動員觀眾記錄。據悉，看台座位數1.4萬席，看台開放1萬席，內場類型Standing前約5200人，後約3000人，單場觀眾1.8萬，連開兩天總累計3.6萬人次。臺灣場次共計兩場的門票於不同天出售，10月7日的場次於9月9日臺灣時間中午12時正式開賣，單場演出共計1萬張門票在7分鐘內宣告售罄。

## 事件
2017年6月10日，世界巡迴演唱會在首爾拉開帷幕，然而在演出期間唱到歌曲〈Obsession〉時，突然一名女性歌迷進入舞台，甚至被該名歌迷強行擁抱、勾肩拉扯。事發當下，工作人員趕緊將女歌迷拉離舞台，才讓G-Dragon繼續完成剩下的表演。
2017年7月8日，G-Dragon在泰國曼谷開唱，在演唱〈少年啊〉的途中，因舞臺升降裝置未及時關上，導致不知情的G-Dragon意外墜臺，YG娛樂則為此表示「本來G-Dragon要踏上升降台板下降，但太集中於表演上，以致錯失了時機，所幸安穩落地，並沒有受傷，而GD亦表示可以繼續表演，最後順利完成演唱會」。
2017年8月25日，世界巡演香港站第一場次在赤鱲角的亞洲國際博覽館如期舉行，然而在進行到尾端演唱完〈Divina Commedia〉後，會場熄燈，原是要進行最後的安可舞臺環節，然而在15分鐘後會場再次着燈，並透過廣播指演唱會已經結束。個唱在沒有安可的環節下結束了香港站第一場次，而G-Dragon在其他場次均會在安可舞臺表演〈This Love〉、〈狂放〉及新專輯主打歌〈無題〉，〈無題〉亦是此次巡迴演唱會的重點歌曲，故不少昨晚有到現場的歌迷都對沒有安可環節大表可惜。媒體則報導G-Dragon因身體不適以致未能表演安可曲目，而當天亞洲國際博覽館Block A搖滾區疑似同時容納過多的歌迷，導致有部份歌迷身體不適，現場至少20名被送往現場急救站進行救護。而這次事件，主辦方則未有回應演唱會沒有安可舞臺環節的原因，只稱韓方本來就沒有安排安可的部分。然而在8月26日的表演卻仍然有安可舞臺節

## 演唱歌單
1. Heartbreaker（英语：Heartbreaker (G-Dragon song)）
2. Breathe（英语：Breathe (G-Dragon song)）
3. 少年啊（英语：Sonyeoniyeo）
4. But I Love You
5. Obsession
6. 瘋了Go（英语：MichiGO）
7. One of a Kind
8. R.O.D（與CL）
9. The Leaders（與CL）
10. 那XX（英语：That XX）
11. Black
12. Palette（與IU）
13. Missing You（與IU）
14. Who You
15. I Love It
16. Today
17. Crayon
18. Super Star
19. Middle Fingers Up
20. Bullshit
21. Divina Commedia

安可舞臺：
1. This Love
2. 狂放（英语：Crooked (song)）
3. 無題

1. Heartbreaker
2. Breathe
3. 少年啊
4. But I Love You
5. Obsession
6. 瘋了Go
7. One of a Kind
8. R.O.D
9. 那XX
10. Black
11. Missing You
12. Who You
13. I Love It
14. Today
15. Crayon
16. Super Star
17. Middle Fingers Up
18. Bullshit
19. Divina Commedia

安可舞臺：
1. This Love
2. 狂放
3. 無題

1. Heartbreaker
2. Breathe
3. 少年啊
4. But I Love You
5. Obsession
6. 瘋了Go
7. One of a Kind
8. R.O.D
9. 那XX
10. Black
11. Palette（與IU）
12. Missing You（與IU）
13. Who You
14. I Love It
15. Today
16. Crayon
17. Super Star
18. Middle Fingers Up
19. Bullshit
20. Divina Commedia

安可舞臺：
1. 狂放
2. 無題

## 巡演時間表
| 日期          | 城市       | 國家/地區        | 演出場地            | 嘉賓   | 上座數   |
| 亞洲          | 亞洲       | 亞洲             | 亞洲                | 亞洲   | 亞洲     |
| ------------- | ---------- | ---------------- | ------------------- | ------ | -------- |
| 2017年6月10日 | 首爾       |                  | 首爾世界盃競技場    | IU、CL | 40,000   |
| 2017年6月17日 | 路氹城     | 澳門             | 金光綜藝館          | —      | 22,000   |
| 2017年6月18日 | 路氹城     | 澳門             | 金光綜藝館          | —      | 22,000   |
| 2017年6月24日 | 加冷       | 新加坡           | 新加坡室內體育館    | —      | 15,000   |
| 2017年6月25日 | 加冷       | 新加坡           | 新加坡室內體育館    | —      | 15,000   |
| 2017年7月7日  | 曼谷       | 泰國             | Impact Arena        | —      | 20,000   |
| 2017年7月8日  | 曼谷       | 泰國             | Impact Arena        | —      | 20,000   |
| 北美洲        |            |                  |                     |        |          |
| 2017年7月11日 | 西雅圖     | 美国             | 鑰匙球館            | —      | 15,000   |
| 2017年7月14日 | 聖荷西     | 美国             | 聖荷西SAP中心       | —      | 20,000   |
| 2017年7月16日 | 英格爾伍德 | 美国             | 論壇體育館          | —      | 21,000   |
| 2017年7月19日 | 休士頓     | 美国             | 豐田中心            | —      | 13,500   |
| 2017年7月21日 | 芝加哥     | 美国             | 联合中心            | —      | 18,000   |
| 2017年7月25日 | 邁阿密     | 美国             | 美國航空球場        | —      | 16,000   |
| 2017年7月27日 | 布魯克林區 | 美国             | 巴克萊中心          | —      | 18,000   |
| 2017年7月30日 | 多倫多     | 加拿大           | 加拿大航空中心      | —      | 20,000   |
| 大洋洲        |            |                  |                     |        |          |
| 2017年8月5日  | 雪梨       |                  | 庫多斯銀行體育館    | —      | 16,000   |
| 2017年8月8日  | 布里斯本   | 布里斯本娛樂中心 | —                   | 8,000  |          |
| 2017年8月12日 | 墨爾本     | 墨爾本綜合體育館 | —                   | 10,000 |          |
| 2017年8月16日 | 奧克蘭     | 新西兰           | Spark競技場         | —      | 12,000   |
| 亞洲          |            |                  |                     |        |          |
| 2017年8月19日 | 福岡       | 日本             | 福岡巨蛋            | —      | 260,000  |
| 2017年8月22日 | 大阪       | 日本             | 大阪巨蛋            | —      | 260,000  |
| 2017年8月23日 | 大阪       | 日本             | 大阪巨蛋            | —      | 260,000  |
| 2017年8月25日 | 赤鱲角     | 香港             | 亞洲國際博覽館      | —      | 36,000   |
| 2017年8月26日 | 赤鱲角     | 香港             | 亞洲國際博覽館      | —      | 36,000   |
| 2017年9月1日  | 馬尼拉     | 菲律賓           | 智能阿拉內塔體育館  | Dara   | 22,000   |
| 2017年9月3日  | 雅加達     | 印度尼西亞       | 印尼會議展覽中心    | —      | 10,000   |
| 2017年9月17日 | 吉隆坡     | 马来西亚         | 默迪卡體育場        | Dara   | 15,000   |
| 2017年9月19日 | 東京       | 日本             | 東京巨蛋            | —      | [ 註 1 ] |
| 2017年9月20日 | 東京       | 日本             | 東京巨蛋            | 勝利   | [ 註 1 ] |
| 歐洲          |            |                  |                     |        |          |
| 2017年9月23日 | 伯明翰     | 英国             | 雲頂競技場          | —      | 10,000   |
| 2017年9月24日 | 倫敦       | 英国             | 溫布利體育館        | —      | 12,000   |
| 2017年9月26日 | 阿姆斯特丹 | 荷蘭             | Ziggo巨蛋體育館     | —      | 13,000   |
| 2017年9月28日 | 巴黎       | 法國             | 巴黎貝爾西體育館    | —      | 15,000   |
| 2017年9月30日 | 柏林       | 德国             | 梅賽德斯-賓士體育館 | —      | 10,000   |
| 亞洲          |            |                  |                     |        |          |
| 2017年10月7日 | 臺北       | 中華民國         | 臺北南港展覽館1館   | IU     | 20,000   |
| 2017年10月8日 | 臺北       | 中華民國         | 臺北南港展覽館1館   | IU     | 20,000   |
| 總計          | 總計       | 總計             | 總計                | 總計   | 654,000  |

## 票房數據
| 城市                           | 舉行地點          | 已售門票 / 總門票      | 票房收入（美元） |
| ------------------------------ | ----------------- | ---------------------- | ---------------- |
| 加利福尼亞州洛杉磯縣英格爾伍德 | 論壇體育館        | 9,928 / 10,957 (91%)   | $1,354,697       |
| 昆士蘭州布里斯本               | 布里斯本娛樂中心  | 2,103 / 2,351 (89%)    | $401,154         |
| 德克薩斯州休士頓               | 豐田中心          | 5,708 / 7,796 (73%)    | $789,233         |
| 臺北市南港區                   | 臺北南港展覽館1館 | 20,000 / 20,000 (100%) | $2,617,600       |

## 外部連結
- G-Dragon官方網站 